# William King (geólogo)
William King (Sunderland, Reino Unido, 22 de abril de 1809 - Galway, Irlanda, 24 de junio de 1886) fue un geólogo británico, profesor de Geología y Mineralogía en el Queen's College de Galway, Irlanda.
Pocos investigadores de la época aceptaron su tesis, según la cual los fósiles descubiertos en agosto de 1856 en la cueva Feldhofer del Valle de Neander, Alemania, correspondían a una especie humana extinguida, que debía ser denominada Homo neanderthalensis.
King propuso el nombre de la nueva especie durante una reunión de la British Asociation en 1863.